# Heide Stolz
Heide Uta Stolz (* 2. Februar 1939 in Kupferzell; † 28. März 1985 in Aschhofen) war eine deutsche Fotografin.

## Leben
Heide Stolz wurde als Tochter des Apothekers Karl Stolz und seiner Ehefrau Martha, geb. Bauer in Kupferzell geboren. Sie war die Enkelin des Brauerei-, Gasthof- und Großgrundbesitzers Richard Bauer und seiner Ehefrau Marie.
Bis 1959 studierte sie Bildhauerei an der Kunstakademie Stuttgart und übersiedelte dann nach München, um eine Ausbildung als Bildjournalistin zu absolvieren. In München lernte sie die Mitglieder der Künstlergruppe SPUR und den Maler Uwe Lausen kennen, den sie 1962 heiratete. 1963 wird die Tochter Lea und 1966 die Tochter Jana geboren.
Ihre ältere Schwester Kunigunde Dinnendahl, verwitwete Brecht, geb. Stolz (1937–2019) arbeitete bis in ihr hohes Alter als ehrenamtliche Betreuerin von Obdachlosen in Heidelberg.

## Werk
Durch ihren Kontakt zur Münchner Kunstszene hatte Heide Stolz schnell Erfolg als Fotografin der befreundeten Künstler wie mit eigenen Arbeiten. Sie konnte in diesen Jahren in der aufstrebenden Galerie Friedrich & Dahlem ausstellen, geriet jedoch nach dem Tod Uwe Lausens und durch ihren ebenfalls frühen Tod in Vergessenheit. Mit Lausen zusammen hatte sie einige ihrer eindrucksvollsten Szene gestellt und ihn zu Bildmotiven angeregt.

„„… visionär, wie sie Mitte der 1960er von Westdeutschland aus eine militante Pop- und Punkästhetik vorwegnimmt, die so erst viele, viele Jahre später im größeren Stile einschlagen wird.““

Im Zusammenhang der Ausstellungen von Lausen blieben ihre Fotos präsent, aber als eigenständige Künstlerin wiederentdeckt wurde sie erst mit der Retrospektive von 2020 in der Kunsthalle Darmstadt.

## Ausstellungen
- 2016: You only live twice - Heide Stolz Fotografien aus den 1960er Jahren. Pasinger Fabrik München, kuratiert von Stefan-Maria Mittendorf.
- 2020: Du lebst nur keinmal – Uwe Lausen und Heide Stolz, ein Künstlerpaar der 1960er Jahre. Staatsgalerie Stuttgart.[4]
- 2020: Heide Stolz – Affären. Ausstellung im Rahmen der 11. Darmstädter Tage der Fotografie (DTdF) mit dem Thema „Skurrile Fluchten – Humor in der Fotografie“, kuratiert von Stefan-Maria Mittendorf.